# Йован Благоєвич
Йован Благоєвич (серб. Јован Благојевич, нар. 15 березня 1988, Белград, Сербія) — сербський футболіст, півзахисник сараєвського «Желєзнічара».

## Життєпис
Футбольну кар'єру розпочав у 2012 році в складі клубу «Чукарички», потім перейшов у «Срем». З 2012 по 2013 рік захищав еольори нижчолігового сербського клубу «Шумадія» (Ягніло). У 2013 році підсилив сербський столичний клуб «Синджелич».
У 2014 році виїхав до Боснії і Герцеговини, де підписав контракт з клубом «Вележ» (Мостар), який виступає в боснійській Прем'єр-лізі. У клубі з Мостара відіграв півтора сезону, був гравцем основної обойми, у Прем'єр-лізі зіграв 43 матчі та відзначився 3-а голами. 2015 року перейшов до одного з грандів боснійського футболу, сараєвського «Желєзнічару». Дебютував у футболці «залізничників» 26 липня 2015 року в програному (0:1) виїзному поєдинку 1-о туру Прем'єр-ліги проти «Бораца» (Баня-Лука). Йован вийшов на поле в стартовому складі та відіграв увесь матч. Дебютним голом у складі столичного клубу відзначився 20 вересня 2015 року на 80-й хвилині переможного (3:2) домашнього поєдинку 9-го туру Прем'єр-ліги проти «Дрини» (Зворник). Благоєвич вийшов на поле в стартовому складі та відіграв увесь матч.

## Досягнення
- Прем'єр-ліга (Боснія і Герцеговина)
  -  Срібний призер (2): 2016/17, 2017/18
- Кубок Боснії і Герцеговини
  -  Володар (1): 2017/18